# آلیس مونرو
آلیس مونرو (انگلیسی: Alice Munro؛ ۱۰ ژوئیهٔ ۱۹۳۱ – ۱۳ مهٔ ۲۰۲۴) نویسنده کانادایی و برنده جایزه نوبل ادبیات در سال ۲۰۱۳ بود. کمیته نوبل مونرو را «استاد داستان کوتاه معاصر» توصیف کرد.
آلیس مونرو را یکی از تواناترین نویسندگان داستان کوتاه امروز می‌دانند. بسیاری بر این عقیده‌اند که مونرو جامعه کتابخوان آمریکای شمالی را با داستان کوتاه آشتی داد.
او نویسنده آثاری مانند می‌خواستم چیزی بهت بگم، فرار، رؤیای مادرم، دست‌مایه‌ها و دورنمای کاسل‌راک است که به فارسی هم ترجمه شده‌اند. نخستین موفقیت او در سال ۱۹۶۸ با انتشار مجموعهٔ داستان کوتاه رقص سایه‌های شاد به‌دست آمد.

## زندگی و نویسندگی
آلیس آن مونرو در ۱۰ ژوئیه ۱۹۳۱ در وینگهام، انتاریو زاده شد. پدرش کشاورز و مادرش معلم مدرسه بود. او در دبیرستان شاگرد ممتاز شد و برای تحصیل در دانشگاه آنتاریوی غربی در لندن بورسیه گرفت. او نویسندگی را از نوجوانی شروع کرد و نخستین داستان خود به نام ابعاد یک سایه را در سال ۱۹۵۰ زمانی‌که هنوز دانشجوی دانشگاه وسترن انتاریو بود، منتشر شد. او در دانشگاه، نیمی از وقت خود را صرف مطالعه و نیم دیگر را صرف نگارش می‌کرد. مونرو تا پیش از انتخاب نویسندگی به‌عنوان حرفه، مشاغلی مانند پیشخدمتی و تصدی کتابخانه را تجربه کرده بود و حتی مدتی نیز در مزارع تنباکو مشغول به کار بود. با این حال او در سال ۱۹۵۱ دانشگاه را ترک کرد تا ازدواج کند. او سال ۱۹۶۳ به ویکتوریا نقل مکان کرد و کتابفروشی «کتاب مونرو» را افتتاح کرد که هنوز مشغول به کار است.
داستان‌های او در دهه ۱۹۵۰ و ۱۹۶۰ از شبکه سی‌بی‌سی پخش و در چندین نشریه ادواری کانادا منتشر شدند. فیلم دور از او (۲۰۰۶) بر پایهٔ داستان خرس از کوه پایین آمد ساخته شده است. فیلم‌های عشق و نفرت و جولیتا (۲۰۱۶) نیز بر پایه داستان‌های او ساخته‌ شده‌اند.

## سبک نویسندگی
مونرو در داستان‌های اولیه خود به مضامینی چون بلوغ و کنار آمدن با خانواده می‌پرداخت. اما با گذر سن، توجه او به میان‌سالی و تنهایی بیشتر شد. زادگاه مونرو شهر کوچک وینگهام در ایالت انتاریو فضای بیشتر داستان‌های او را دربرمی‌گیرد. داستان‌های مونرو معمولاً روندی آرام دارند. ولی حادثه‌ای در زیر این سطح آرام رخ می‌دهد که مونرو در طول داستان با ظرافت از آن رازگشایی می‌کند و در پایان خواننده را شگفت‌زده برجا می‌گذارد. او مضامین خود را از زندگی روزمرهٔ مردم انتخاب می‌کرد و نگاه ویژه‌ای به مسائل و جزئیات زندگی زنان داشت. اگرچه به مشکلات و دغدغه‌های دختران جوان علاقه داشت در کتاب‌های آخر خود به مسائل زنان میانسال و سالمند توجه بیشتری نشان می‌داد. خاطره در داستان‌های مونرو نقش مهمی داشت. او شخصیت‌های داستان‌های خود را عمیقاً می‌شناخت و دربارهٔ زندگی آنها فکر می‌کرد و دیالوگ‌ها را با مهارت به کار می‌گرفت. صداقت در بیان، زبان شفاف و روان و دقت در جزئیات از ویژگی‌های داستان‌های او بودند. مارگارت اتوود دیگر نویسندهٔ کانادایی، آلیس مونرو را یکی از مقدسات ادبیات جهان نام داده بود. منتقدان و نویسندگان، سبک ساده و بی‌پیرایه و پیرنگ‌های چند لایه و شخصیت‌های ساده و دیالوگ‌های مناسبش را می‌ستودند.
ویژگی اصلی نثر مونرو تأکید او بر محل وقوع داستان و شخصیت‌های پیچیدهٔ زنان بودند. آثار او اغلب با آثار بزرگان ادبیات مقایسه شده و گفته می‌شود در آثار او، مانند آثار آنتون چخوف خط داستانی درجه دوم اهمیت را دارد و تقریباً اتفاق خاصی در داستان‌ها رخ نمی‌دهد و اغلب یک تلنگر موجب دگرگونی زندگی شخصیت‌ها می‌شود.
مونرو پس از دریافت جایزه ادبی تریلیوم برای مجموعه داستان زندگی عزیز اعلام کرد از دنیای نویسندگی خداحافظی می‌کند و گفت: «نه اینکه نوشتن را دوست نداشته باشم. اما به نظرم موقعی می‌رسد که حس می‌کنی به جایی رسیده‌ای که دیگر می‌خواهی به زندگی‌ات به شکل دیگری نگاه کنی؛ و شاید وقتی به سن من برسید دیگر دلتان نخواهد آنقدر تنها باشید که یک نویسنده تنها است. انگار حس کنی به پایان درستی در زندگی‌ات نرسیده‌ای و بخواهی بیشتر اجتماعی شوی.»
مونرو دربارهٔ شیوه نویسندگی خود گفته است: «اغلب پیش از شروع نوشتن داستانی، کلی با آن نشست و برخاست می‌کنم. وقتی به‌طور مرتب وقت نوشتن ندارم داستان‌ها مدام در ذهنم رژه می‌روند. تا جایی که وقتی می‌نشینم به نشستن کاملاً در آن غرق شده‌ام. این روزها این غرق شدن را با یادداشت برداشتن انجام می‌دهم. چندین و چند دفترچه یادداشت دارم که با خط خرچنگ قورباغه پر شده‌اند. همه چیز را در آن می‌نویسم. گاهی وقتی به این نسخه‌های اولیه نگاه می‌کنم با خودم می‌گویم واقعاً سودی هم دارند؟ می‌دانید من از آن نویسندگانی نیستم که از موهبت سرعت برخوردار هستند و سریع می‌نویسند.»
بیشتر داستان‌های مونرو برای اولین بار در نشریه معتبر نیویورکر منتشر شدند. داستان کتک‌های شاهانه که در سال ۱۹۷۷ در مجله نیویورکر چاپ شد برگرفته از کتک‌هایی بود که در جوانی از پدرش خورده بود. او بعد از آن همواره برای این نشریه داستان می‌نوشت. آخرین داستانی که از مونرو در نیویورکر منتشر شد آموندسن بود که اوت سال ۲۰۱۲ چاپ شد. زندگی عزیز آخرین مجموعه داستان مونرو هم پاییز ۲۰۱۲ منتشر شد.
مونرو نویسنده مجموعه داستان‌هایی مانند رقص سایه‌های شاد، زندگی دختران و زنان، رازهای عیان، دوستان جوانی من، فکر کردی کی هستی؟، و فرار است. درمجموع از مونرو ۱۴ مجموعه داستان و پنج مجلد گزیده داستان منتشر شده است. از طرفی دختر او شیلا مونرو سال ۲۰۰۲ کتابی با عنوان زندگی‌های مادران و دختران: بزرگ شدن با آلیس مونرو را منتشر کرد و در آن از خاطرات کودکی خود با مادرش نوشت. ستایشگران از او نه‌تنها به‌عنوان الهام‌بخش ادبی، بلکه به‌عنوان یک راهنمای اخلاقی یاد می‌کردند.

## جایزه نوبل ادبیات
در دهم اکتبر ۲۰۱۳ آکادمی سوئد اعلام کرد که جایزه نوبل ادبیات به این نویسنده کانادایی تعلق می‌گیرد. او که در زمان اعلام این خبر ۸۲ ساله بود، یکصد و دهمین برنده جایزه ادبی نوبل، اولین کانادایی برنده این جایزه و سیزدهمین زنی بود که از ۱۹۰۱ تا کنون موفق به گرفتن این جایزه معتبر ادبی شد. پیش‌تر از این در یک دههٔ اخیر زنانی مانند هرتا مولر و دوریس لسینگ این عنوان را از آن خود کرده‌بودند.

## جنجال زندگی شخصی
در سال ۲۰۲۴ دختر آلیس مونرو، آندریا اسکینر از راز مگویی در تورنتو استار سخن گفت که سال‌ها دربارهٔ آن سکوت کرده یا وادار شده بود سکوت کند؛ اینکه ناپدری‌اش در ۹ سالگی در سال ۱۹۹۲ از او سوءاستفاده جنسی کرده و وقتی مادرش دراین‌باره خبردار شد، انتخاب کرد که درهرصورت طرف همسرش را بگیرد.

## درگذشت
آلیس مونرو در ۱۳ مه ۲۰۲۴، در سن ۹۲ سالگی درگذشت.

## آثار منتشر شده در ایران
- رؤیای مادرم
- می‌خواستم چیزی بهت بگم
- فرار
- دست‌مایه‌ها
- دورنمای کاسل‌راک
- خوشبختی در راه است
- زندگی عزیز
- آموندسن
- ایستگاه برهوت: بهترین داستان‌های من
- پاییز داغ
- پیشروی عشق
- جان شیرین و شش داستان دیگر
- چطور با شوهرم آشنا شدم